# São Bonifácio (Santa Catarina)
São Bonifácio é um município brasileiro do estado de Santa Catarina.  Localiza-se a uma latitude -27º90'15" sul e a uma longitude -48º92'76" oeste, estando a uma altitude de 410 metros. Sua população estimada em 2011 era de 3.008 habitantes. Possui uma área de 461km². 

## Apresentação
Reconhecida como a Capital Catarinense das Cachoeiras, São Bonifácio conta com uma bela natureza, exuberante em sua forma e variedade, formada por um relevo sinuoso, coberto por uma vegetação única, com uma grande variedade de plantas e animais, trilhas e rios, sendo 25% pertencente ao Parque Estadual da Serra do Tabuleiro.
Suas áreas de verdes colinas formam um lindo cenário, associado á arquitetura típica das residências em estilo enxaimel, junto com cachoeiras que dão o título a cidade.
Tudo isso torna São Bonifácio um local ideal para passeios em trilhas ecológicas, rafting e rapel.

## Como chegar

### Acesso norte
Pela BR-282, via Santo Amaro da Imperatriz, e SC-435, via Águas Mornas. Estrada pavimentada até o centro da cidade, onde ao passar por ela o turista poderá apreciar a paisagem de mata nativa.

### Acesso sul
Pela SC-370, via Gravatal, e SC-435, via Armazém e São Martinho. Estrada pavimentada até a cidade de São Martinho e seguida de estrada de terra até a cidade. Com duas opções: a primeira via original passando pelas localidades de Rio Gabiroba Schmitz, onde existiu uma  grande loja comercial, em seguida Rio Gabiroba, Rio São João e Rio Sete, já em território de São Bonifácio; a segunda passa pela comunidade de Vargem do Cedro.

### Google Maps
http://maps.google.com/?ll=-27.898715,-48.9292

## Gastronomia
A tradição dos colonizadores Alemães permanece viva em diversos aspectos de São Bonifácio: na arquitetura de suas casas conservada, no jeito de falar, mas principalmente, o que torna inesquecível para quem visita São Bonifácio, é a Culinária.
O povo São Bonifácio adaptou a gastronomia Alemã trazida pelos colonizadores, com os ingredientes encontrados aqui, chegando à culinária atual, com destaque ao guemüse e a sopa de galinha caipira.

## Pontos turísticos

### Pousada das Hortênsias
Localizada na comunidade de Alto Capivari. Possui 40 leitos, 10 apartamentos, comida típica alemã, sala de jogos, lagos, ponte pencil, trilha, gruta, nascente de rio, parque infantil, espelho d’água, rafting, campo para esportes e cavalos para cavalgadas.

### Pousada do Sossego
Localizado na comunidade de Rio Atafona I. Este caminho pode ser feito através de caminhada onde se podem observar casas em estilo enxaimel, paredão de pedras, verdes colinas e cachoeira. Possui sala de jogos, cavalgadas, trilha ecológica, pesque e pague.

### Pesque Pague Dori
Localizado na comunidade de Alto Capivari. Possui piscina, pesque-pague com quatro lagoas, restaurante/lanchonete, campo de futebol de areia e sala de jogos.

### Gruta São José
Localizado na comunidade de Alto Capivari, na divisa entre os municípios de São Bonifácio e Águas Mornas. Distante 12 km até a sede de São Bonifácio. É um local para piquenique, trilhas, possui água limpa e cristalina, nessa área pode-se entrar em contato com a natureza.

### Gruta Bom Pastor
Localizada na comunidade de Alto Capivari, possui queda d’água fresca e potável, uma vista panorâmica do relevo, um lugar extremamente arborizado, uma área de recepção ornada pela Floresta Atlântica e uma nascente, cujas águas que ficam aprisionadas, formando um pequeno lago, que escoam por vala retificada. 	

### Visão parcial da cidade
O município de São Bonifácio, com população descendente de alemães vindos da região da Westphália. Distante 80 km de Florianópolis, possui uma população de 3.218habitantes numa área geográfica de 452 Km2.

### Vista da paisagem
Em São Bonifácio para qualquer lugar que se vá ou se olhe tem-se uma vista de uma paisagem linda e conservada pelo tempo. 	

### Casas em estilo enxaimel
Ao percorrermos o município, ainda podemos observar a presença marcante da arquitetura em enxaimel, mais especialmente no meio rural. Este estilo, de característica germânica, procura trabalhar o tijolo assentado com barro e a madeira de forma conjunta, sendo essa madeira disposta em formas geométricas interessantes. A cobertura pode ser de tabuinhas, telhas ou mesmo folhas de zinco.

### Casa do Produto Colonial
Estabelecimento localizado na Rua 29 de dezembro, ao lado do posto de gasolina. Uma iniciativa do Clube de Mães que criaram um local para vender os produtos produzidos pela comunidade. Nesse local, podem ser encontrados produtos coloniais e artesanato em geral. Está aberto ao comércio de terça a domingo.

### Museu
Localizado no centro da cidade junto a Casa da Cultura. Fundado pelo Padre Sebastião Antônio Van Lieshout em 21 de abril de 1980. Conserva cerca de 1200 peças que retratam a história do município, a colonização germânica e pertences dos silvícolas Xokleng que habitavam a região.